# Parkinsonia raimondoi
Parkinsonia raimondoi là một loài thực vật có hoa thuộc họ đậu, Fabaceae, là loài đặc hữu của Somalia. Chúng hiện đang bị đe dọa vì mất môi trường sống.